# Черняков, Дмитрий Феликсович
Дми́трий Фе́ликсович Черняко́в (род. 11 мая 1970, Москва) — российский оперный и драматический режиссёр и сценограф. Заслуженный деятель искусств РФ (2011). Семикратный лауреат премии «Золотая маска» (2002, 2004, 2005, 2008, 2011, 2013, 2021). Многократный  Лауреат международной оперной премии The Opera Awards в номинациях лучший режиссёр и лучший спектакль (2013,2021,2023,2024).

## Биография
В 1988 году поступил в ГИТИС, который окончил в 1993 году по специальности «режиссёр театра». На 3 курсе поставил свой первый спектакль.
Первым оперным спектаклем, который поставил Черняков в качестве режиссёра, стал «Молодой Давид» В. Кобекина в Новосибирском государственном академическом театре оперы и балета. Мировая премьера оперы состоялась в 1998 году.
Зарубежный дебют Чернякова состоялся в 2005 году в Берлине. Он поставил оперу «Борис Годунов» М. Мусоргского в Берлинской государственной опере (дирижёр-постановщик — Даниэль Баренбойм).
В 2011 году поставил оперу «Симон Бокканегра» Дж. Верди в Английской национальной опере (дирижёр-постановщик Эдвард Гарднер), и стал первым российским режиссером, ставившем на сцене этого театра.
В 2011 году был режиссёром-постановщиком торжественного открытия исторической сцены Большого театра после реконструкции.
Является художником-постановщиком всех своих постановок. В начале карьеры также оформлял спектакли других режиссёров («Летучий голландец» Вагнера, Пермский театр оперы и балета, 1993; «Так поступают все женщины» В. А. Моцарта, Людвигсбургский фестиваль, 1999 и др.).

## Творчество

### Оперные постановки
- 1998 — «Молодой Давид» В. Кобекина (мировая премьера) — Новосибирский театр оперы и балета (дирижёр — Алексей Людмилин) — Дебют на оперной сцене
- 2001 — «Сказание о невидимом граде Китеже и деве Февронии» Н. Римского-Корсакова — Мариинский театр (дирижёр — Валерий Гергиев)
- 2003 — «Похождения повесы» И. Ф. Стравинского — Большой театр России (дирижёр — Александр Титов)
- 2004 — «Аида» Дж. Верди — Новосибирский театр оперы и балета (дирижёр — Теодор Курентзис)
- 2004 — «Жизнь за царя» М. И. Глинки — Мариинский театр (дирижёр — Валерий Гергиев)
- 2005 — «Тристан и Изольда» Р. Вагнера — Мариинский театр (дирижёр — Валерий Гергиев)
- 2005 — «Борис Годунов» М. П. Мусоргского — Берлинская государственная опера Unter den Linden (дирижёр-постановщик — Даниэль Баренбойм)
- 2006 — «Евгений Онегин» П. И. Чайковского — Большой театр России (дирижёр — Александр Ведерников)
- 2007 — «Хованщина» М. П. Мусоргского — Баварская государственная опера в Мюнхене (дирижёр-постановщик — Кент Нагано)
- 2008 — «Игрок» С. С. Прокофьева — Берлинская государственная опера Unter den Linden (дирижёр-постановщик — Даниэль Баренбойм)
- 2008 — «Игрок» С. С. Прокофьева — Миланский театр «La Scala» (дирижёр-постановщик — Даниэль Баренбойм)
- 2008 — «Леди Макбет Мценского уезда» Д. Д. Шостаковича — Немецкая Рейнская опера (Дюссельдорф) (дирижёр — Джон Фиоре)
- 2008 — «Макбет» Дж. Верди — Новосибирский театр оперы и балета, (дирижёр — Теодор Курентзис)
- 2009 — «Макбет» Дж. Верди — Государственная парижская опера (Франция) (дирижёр — Теодор Курентзис)
- 2009 — «Воццек» Альбана Берга — Большой театр России (дирижёр — Теодор Курентзис)
- 2010 — «Диалоги кармелиток» Франсиса Пуленка — Баварская государственная опера в Мюнхене (дирижёр-постановщик — Кент Нагано)
- 2010 — «Дон Жуан» Вольфганга Амадея Моцарта — Фестиваль оперного искусства в Экс-ан-Провансе (Франция) (дирижёр — Луи Лангре)
- 2010 — «Дон Жуан» Вольфганга Амадея Моцарта — Большой театр России (дирижёр — Теодор Курентзис)
- 2011 — «Борис Годунов» М. П. Мусоргского — Датская Королевская опера в Копенгагене (дирижёр-постановщик — Якуб Хруша)
- 2011 — «Симон Бокканегра» Джузеппе Верди — Английская национальная опера (дирижёр — Эдвард Гарднер)
- 2011 — «Руслан и Людмила» М. И. Глинки — Большой театр России (дирижёр — Владимир Юровский)
- 2012 — «Сказание о невидимом граде Китеже и деве Февронии» Н. Римского-Корсакова — De Nederlandse Opera в Амстердаме (дирижёр — Марк Альбрехт)

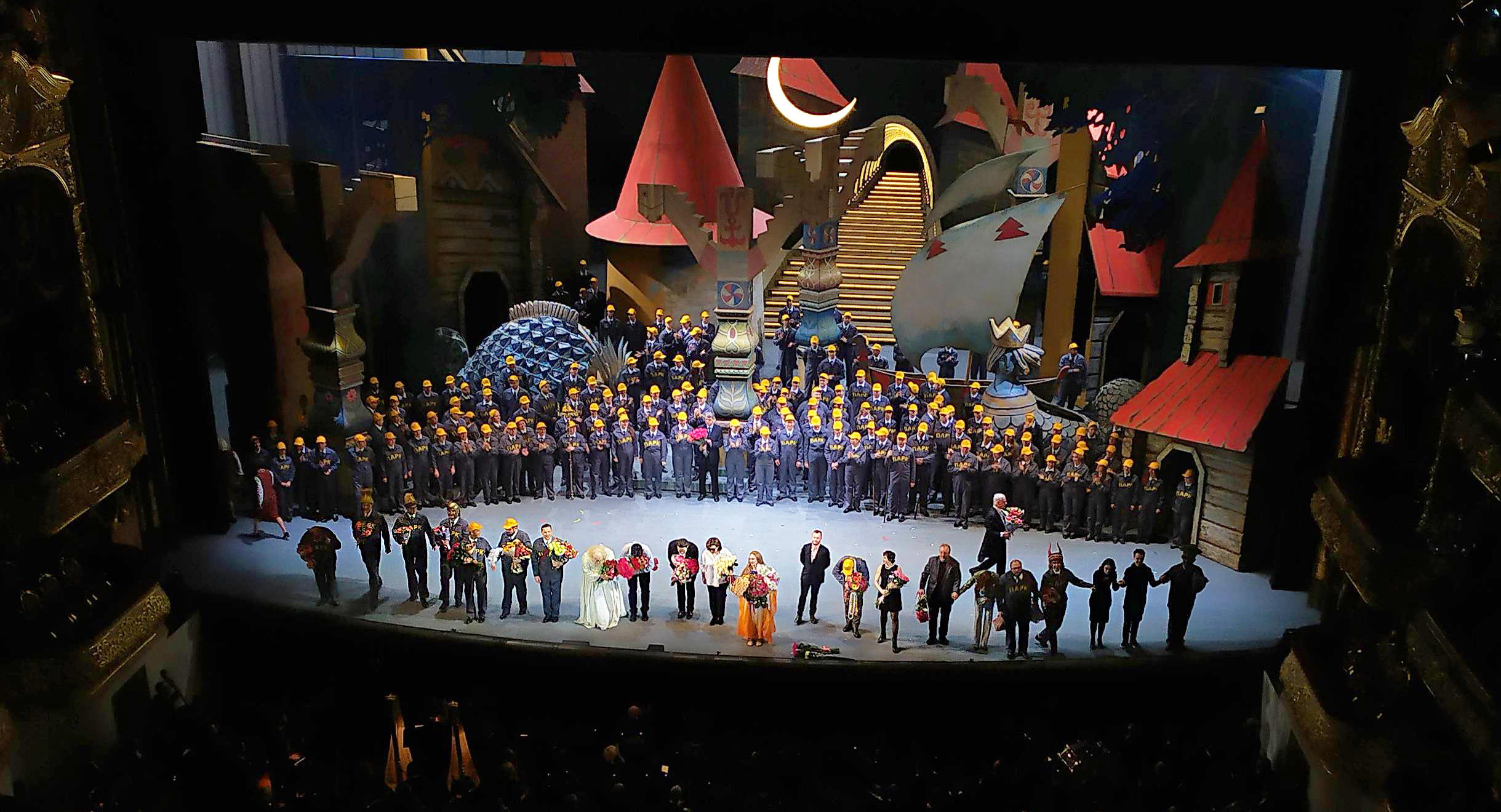
Премьера оперы «Садко» Римского-Корсакова в Большом театре в постановке Дмитрия Чернякова, 14 февраля 2020 года

- 2012 — «Трубадур» Джузеппе Верди — Ла Монне(Королевский оперный театр La Monnaie) в Брюсселе (дирижёр — Марк Минковский)
- 2012 — «Енуфа» Леоша Яначека — Цюрихский оперный театр (дирижёр — Фабио Луизи)
- 2012 — «Макбет» Дж. Верди — Королевский театр (Мадрид) — (исп. Teatro Real) (Испания) (дирижёр — Теодор Курентзис)
- 2013 — «Дон Жуан» Вольфганга Амадея Моцарта — Королевский театр (Мадрид) (дирижёр — Алехо Перес)
- 2013 — «Симон Бокканегра» Джузеппе Верди — Баварская государственная опера в Мюнхене (дирижёр — Бертран де Бийи)
- 2013 — «Дон Жуан» Вольфганга Амадея Моцарта — Фестиваль оперного искусства в Экс-ан-Провансе (дирижёр — Марк Минковский)
- 2013 — «Царская невеста» Н. Римского-Корсакова — Берлинская государственная опера Unter den Linden (дирижёр-постановщик — Даниэль Баренбойм)
- 2013 — «Травиата» Джузеппе Верди — Театр Ла Скала (Милан, Италия) (дирижёр — Даниэле Гатти). Премьера состоялась 7 декабря 2013 г.
- 2014 — «Князь Игорь» А. П. Бородина — Театр Метрополитен Опера (Нью-Йорк, США) (дирижёр — Джанандреа Нозеда). Премьера состоялась 6 февраля 2014 г.
- 2014 — «Царская невеста» Н. Римского-Корсакова —Театр Ла Скала (Милан, Италия) (дирижёр-постановщик — Даниэль Баренбойм)
- 2014 — «Сказание о невидимом граде Китеже и деве Февронии» Н. А. Римского-Корсакова — театр Лисеу (Барселона, Испания) (дирижёр — Жозеп Понс)
- 2014 — «Трубадур» Джузеппе Верди — Михайловский театр в Санкт-Петербурге (дирижёр — Михаил Татарников)
- 2015 — «Дон Жуан» Вольфганга Амадея Моцарта —Канадская оперная компания (Торонто) (дирижёр — Михаэль Хофштеттер)
- 2015 — «Парсифаль» Р. Вагнера — Берлинская государственная опера Unter den Linden (дирижёр-постановщик — Даниэль Баренбойм)
- 2015 — «Лулу» Альбана Берга — Баварская государственная опера в Мюнхене (дирижёр-постановщик — Кирилл Петренко)
- 2015 — «Леди Макбет Мценского уезда» Д. Д. Шостаковича — Английская Национальная Опера (Лондон) (дирижёр — Марк Вигглсворт)
- 2016 — «Леди Макбет Мценского уезда» Д. Д. Шостаковича — Лионская опера (Лион) (дирижёр — Казуси Оно)
- 2016 — «Иоланта»/«Щелкунчик» П. И. Чайковского — Государственная парижская опера (дирижёр — Ален Альтиноглю)
- 2016 — «Пеллеас и Мелезанда» Клода Дебюсси — Цюрихский оперный театр (дирижёр — Ален Альтиноглю)
- 2016 — «Senza sangue» Петера Этвёша / «Замок герцога Синяя борода» Белы Бартока— Государственная опера в Гамбурге (дирижёр — Петер Этвёш)
- 2017 — «Князь Игорь» А. П. Бородина —  De Nederlandse Opera в Амстердаме (дирижёр — Станислав Кочановский)
- 2017 — «Снегурочка» Н. А. Римского-Корсакова — Государственная парижская опера (дирижёр — Михаил Татарников)
- 2017 — «Кармен» Жоржа Бизе — Фестиваль оперного искусства в Экс-ан-Провансе (дирижёр — Пабло Эрас-Касадо)
- 2018 — «Тристан и Изольда» Р. Вагнера— Берлинская государственная опера Unter den Linden (дирижёр-постановщик — Даниэль Баренбойм)
- 2019 — «Троянцы» Г. Берлиоза — Государственная парижская опера (дирижёр — Филипп Жордан)
- 2019 — «Обручение в монастыре» С. С. Прокофьева — Берлинская государственная опера Unter den Linden (дирижёр-постановщик — Даниэль Баренбойм)
- 2019 — «Сказка о царе Салтане» Н. Римского-Корсакова — Ла Монне(Королевский оперный театр La Monnaie) в Брюсселе (дирижёр — Ален Альтиноглу)
- 2019 — «Средство Макропулоса» Леоша Яначека — Цюрихский оперный театр (дирижёр — Якуб Груша)
- 2020 — «Садко» Н. Римского-Корсакова — Большой театр России (дирижёр — Тимур Зангиев)
- 2020 — «Трубадур» Джузеппе Верди — Опера в Кёльне (дирижёр — Вилл Хумбург)
- 2020 — «Евгений Онегин» П. И. Чайковского — Венская государственная опера (дирижёр — Томаш Ханус)
- 2021 — «Вольный стрелок» Карл-Мария фон Вебер — Баварская государственная опера в Мюнхене (дирижёр — Антонелло Манакорда)
- 2021 — «Летучий голландец» Р. Вагнера — Байрёйтский фестиваль (дирижёр — Оксана Лынив)
- 2021 — «Электра» Р.Штрауса — Гамбургская государственная опера (дирижёр-постановщик — Кент Нагано)
- 2022 — «Кармен» Жоржа Бизе — Большой городской театр Люксембурга (дирижёр — Хосе-Мигель Перес-Сиерра)
- 2022 — «Кольцо нибелунга» Р. Вагнера — Берлинская государственная опера Unter den Linden (дирижёр-постановщик — Кристиан Тилеман)
- 2023 — «Война и мир» С. С. Прокофьева — Баварская государственная опера в Мюнхене — (дирижёр — постановщик — Владимир Юровский)
- 2023 — «Электра» Р.Штрауса — Датская Королевская опера в Копенгагене (дирижёр-постановщик — Томас Сёндергор)
- 2023 — «Сказка о царе Салтане» Н. Римского-Корсакова — Национальная Рейнская опера в Страсбурге (дирижёр-постановщик — Азиз Шокахимов)
- 2023 — «Так поступают все женщины» Вольфганга Амадея Моцарта — Фестиваль оперного искусства в Экс-ан-Провансе (Франция)(дирижёр — Томас Хенгельброк)
- 2023 — «Из мертвого дома» Леоша Яначека, Рурская триеннале, Германия, (дирижёр — Деннис Рассел Дэвис)
- 2023 — «Саломея» Р.Штрауса, Гамбургская государственная опера (дирижёр-постановщик — Кент Нагано)
- 2024 — «Так поступают все женщины» Вольфганга Амадея Моцарта, театр Шатле в Париже (дирижёр-постановщик — Кристоф Руссе)
- 2024 — «Ифигения в Авлиде», «Ифигения в Тавриде» Кристофа Виллибальда Глюка — Фестиваль оперного искусства в Экс-ан-Провансе (Франция) (дирижёр — Эмманюэль Аим)
- 2024 — «Ифигения в Авлиде», «Ифигения в Тавриде» Кристофа Виллибальда Глюка — Национальная опера Греции (Афины) (дирижёр — Михаэль Хофштеттер)
- 2024 — «Русалка» Антонина Дворжака — театр Сан-Карло, (Неаполь),(дирижёр — Дан Эттингер)
- 2024 — «Так поступают все женщины» Вольфганга Амадея Моцарта — Большой городской театр Люксембурга (дирижёр — Фабио Бионди)
- 2025 — «Ариадна на Наксосе» Р.Штрауса, Гамбургская государственная опера (дирижёр-постановщик — Кент Нагано)
- 2025 — «Мертвый город» Э́риха Вольфганга Ко́рнгольда — Цюрихский оперный театр (дирижёр — Лоренцо Виотти)
- 2025 — «Сказка о царе Салтане» Н. Римского-Корсакова — Королевский театр (Мадрид) (дирижёр — Ури Броншти)
- 2025 — «Кармен» Жоржа Бизе — Ла Монне (Королевский оперный театр La Monnaie) в Брюсселе (дирижёр — Натали Штутцманн)
- 2025 — «Юлий Цезарь» Гео́рг Фри́дрих Ге́ндель  — Зальцбургский фестиваль (дирижёр — Эмманюэль Аим)

### Драматические спектакли
- 1998 — «Козий остров», по пьесе У. Бетти — Новосибирский драматический театр «Красный факел»
- 2001 — мюзикл «Вестсайдская история» — Драматический театр, г. Самара
- 2002 — «Двойное непостоянство» — по пьесе П.-К. Мариво — Новосибирский академический молодёжный театр «Глобус»

## Критика
Дмитрия Чернякова неоднократно упрекали за введение «новаций» в театральные постановки. Особо известным широкой публике стал скандал, связанный с премьерной постановкой оперы «Руслан и Людмила» М. И. Глинки в Большом театре.

## Награды и звания
- Заслуженный деятель искусств Российской Федерации (19 декабря 2011 года) — за большой вклад в реконструкцию, реставрацию, техническое оснащение и торжественное открытие федерального государственного бюджетного учреждения культуры «Государственный академический Большой театр России»[5].
- Российская национальная театральная премия «Золотая маска» в номинации «Лучшая работа режиссёра в опере»:
  - 2002 — за оперу «Сказание о невидимом граде Китеже и деве Февронии», Мариинский театр, Санкт-Петербург
  - 2004 — за оперу «Похождения повесы», Большой театр, Москва
  - 2005 — за оперу «Аида», Театр оперы и балета, Новосибирск
  - 2008 — за оперу «Евгений Онегин», Большой театр, Москва
  - 2011 — за оперу «Воццек», Большой театр, Москва
  - 2013 — за оперу «Руслан и Людмила», Большой театр, Москва
  - 2021 — за оперу «Садко», Большой театр, Москва